# Inno della Repubblica Socialista Sovietica Armena
L'Inno della RSS Armena fu l'inno della Repubblica Socialista Sovietica di Armenia dal 1944 al 1991.
L'inno venne composto da Aram Khachaturian, famoso artista armeno del XX secolo che fu anche compositore di diversi balletti e di musica da camera, mentre le parole vennero scritte da Armenak Sarkisyan con lo pseudonimo di "Sarmen".
L'inno venne adottato dal 1944 fino al 1991 quando la neonata Repubblica Armena modificò il testo dell'inno che cambiò il nome in Mer Hayrenik (La nostra terra).

## Testo
| Testo in armeno (ufficiale) | Testo in armeno cirillico | Testo in armeno latino | Trascrizione AFI | Traduzione |
| Սովետական ազատ աշխարհ Հայաստան՝ Բազում դարեր դաժան ճամփա դու անցար՝ Քաջ որդիք քո մաքառեցին քեզ համար՝ Որ դառնաս դու մայր հայրենիք հայության: Կրկներգ Փառք քեզ՝ միշտ փառք՝ Սովետական Հայաստան՝ Աշխատասեր՝ ճարտարագործ-շինարար՝ Ժողովրդոց սուրբ դաշինքով անսասան՝ Դու ծաղկում ես և կերտում լույս ապագադ: Լենինն անմահ մեզ հուրն անշեջ պարգեվեց՝ Մեր դեմ շողաց երջանկաբեր այգաբաց՝ Հոկտեմբերը կործանումից մեզ փրկեց Եվ տվեց մեզ նոր՝ պայծառ կյանք փառապանծ: Կրկներգ Մեծ Ռուսիան մեզ եղբայրության ձեռք մեկնեց՝ Մենք կերտեցինք ամրակուռ նոր պետություն՝ Լենինյան մեր կուսակցությունն իմաստուն Հաղթորեն մեզ դեպ կոմունիզմ է տանում: Կրկներգ | Советакан азат ашхарһ Һајастан, Базум дарер дажан чамԥа ду анцар, Қаџ вордиқ қо мақар̌ецин қез һамар, Вор дар̌нас ду мајр Һајрениқ һајуҭјан. Кркнерг: Ԥар̌қ қез, мишт ԥар̌қ Советакан Һајастан, Ашхатасер, чартарагорҵ-шинарар, Жоғоврдоц сурб дашинқов ансасан, Ду цағкум јес јев кертум луйс апагад. Ленинн анмаһ мез һурн аншеџ паргевец, Мер дем шоғац јерџанкабер ајгабац, Һоктемберъ корҵанумиц мез ԥркец Јев твец мез нор, пајҵар кјанқ ԥарапанҵ. Кркнерг Меҵ Р̌усиан мез јеғбајруҭјан ѕер̌қ мекнец, Менқ кертецинқ амракур нор петуҭјун, Ленинјан мер кусакцуҭјунн имастун, Һағҭорен мез дер комунизм е танум. Кркнерг | Sovetakan azat ašxarh Hajastan, Bazum darer dažan čampha du anchar, Khadž vordikh kho makhařechin khez hamar, Vor dařnas du majr Hajrenikh hajuthjan. Kærknerg: Phařkh khez, mišt phařkh Sovetakan Hajastan, Ašxataser, čartaragorc-šinarar, Žoqoværdoch surb dašinkhov ansasan, Du caqkum jes jev kertum lujs apagad. Leninn anmah mez hurn anšedž pargevech, Mer dem šoqach jerdžankaber ajgabach, Hoktemberæ korcanumich mez phærkech Jev tævech mez nor, pajcař kjankh phařapanc. Kærknerg Mec Řusian mez jeqbajruthjan dzeřkh meknech, Menkh kertechinkh amrakuř nor petuthjun, Leninjan mer kusakchuthjunn imastun, Haqthoren mez dep komunizm e tanum. Kærknerg | [sɔvɛtɑkɑn ɑzɑt ɑʃχɑɾh hɑjɑstɑn ǀ] [bɑzum dɑɾɛɹ dɑʒɑn t͡ʃɑmpʰɑ du ɑnt͡sʰɑɹ ǀ] [kʰɑd͡ʒ vɔɾdikʰ kʰɔ mɑkʰɑrɛt͡sʰin kʰɛz hɑmɑɹ ǀ] [vɔɾ dɑrnɑs du mɑjɹ hɑjɾɛnikʰ hɑjutʰjɑn ǁ] [kəɾknɛɾg] [pʰɑrkʰ kʰɛz ǀ miʃt pʰɑrkʰ sɔvɛtɑkɑn hɑjɑstɑn ǀ] [ɑʃχɑtɑsɛɹ ǀ t͡ʃɑɾtɑɾɑgɔɾt͡s ʃinɑɾɑɹ ǀ] [ʒɔʁɔvəɾdɔt͡sʰ suɾb dɑʃinkʰɔv ɑnsɑsɑn ǀ] [du t͡sʰɑʁkum jɛs jɛv kɛɾtum lujs ɑpɑgɑd ǁ] [lɛninː ɑnmɑh mɛz huɾn ɑnʃɛd͡ʒ pɑɾgɛvɛt͡sʰ ǀ] [mɛɹ dɛm ʃɔʁɑt͡sʰ jɛɾd͡ʒɑnkɑbɛɹ ɑjgɑbɑt͡sʰ ǀ] [hɔktɛmbɛɾə kɔɾt͡sɑnumit͡sʰ mɛz pʰəɾkɛt͡sʰ] [jɛv təvɛt͡sʰ mɛz nɔɹ ǀ pɑjt͡sɑr kjɑnkʰ pʰɑrɑpɑnt͡s ǁ] [kəɾknɛɾg] [mɛt͡s rusjɑn mɛz jɛʁbɑjɾutʰjɑn d͡zɛrkʰ mɛknɛt͡sʰ ǀ] [mɛnkʰ kɛɾtɛt͡sʰinkʰ ɑmɾɑkur nɔɹ pɛtutʰjun ǀ] [lɛninjɑn mɛɹ kusɑkt͡sʰutʰjunː imɑstun ǀ] [hɑʁtʰɔɾɛn mɛz dɛp kɔmunizm ɛ tɑnum ǁ] [kəɾknɛɾg] | Terra sovietica, terra libera l'Armenia! Lei subì la fortuna sfavorevole in passato I suoi figli lottarono per lei Ora lei è divenuta la casa degli armeni! Coro: Sii gloriosa, sii gloriosa, Armenia sovietica! Sei architetto e costruttore, Armenia! Essendo illuminata dai popoli fratelli Tu stai andando verso il futuro, Armenia! L'Ottobre ti sta dando il respiro vitale Ci ha liberato, a noi armeni, da una rovina inevitabile Verranno tempi nuovi con Lenin Gli splendori della nuova alba ci danno la luce Coro La Russia ci tese la mano dell'amicizia Il popolo ha creato lo stato forte. Il nostro partito è affidabile e forte Ci sta conducendo fermamente al Comunismo. Coro |